# Schizogyne
Genre
Schizogyne est un genre de plantes à fleurs de la famille des Asteraceae.

## Liste d'espèces
Selon The Plant List (4 août 2016) :
- Schizogyne glaberrima DC.
- Schizogyne obtusifolia Cass.
- Schizogyne sericea (L.f.) DC.